# Corinna Kawaters
Corinna Kawaters (* 3. Januar 1953 in Essen) ist eine deutsche Schriftstellerin und verurteilte Terroristin. Sie gilt als Mitbegründerin des Frauenkrimis.

## Leben
Kawaters wuchs in Köln auf und studierte in Bochum Soziologie bis zum Diplomabschluss im Jahr 1978. Danach arbeitete sie in Gelegenheitsjobs, bei ProFamilia in Düsseldorf und als freiberufliche Journalistin und später als Redakteurin für das Bochumer Büro der taz.
Im Jahr 1984 erschien ihr erster Kriminalroman Zora Zobel findet die Leiche im 2001-Verlag. Damit wurde sie zur Mitbegründerin des literarischen Genres des Frauenkrimis. Zudem entwickelte sich Kawaters Erstlingswerk zum „Kultbuch“ der alternativen Szene. Der zweite Roman Zora Zobel zieht um war insofern ein literarisches Experiment, als in ihm nur Frauen auftraten.
Am 18. Dezember 1987 entging Kawaters der Festnahme, als die Polizei eine Razzia im Bochumer taz-Büro durchführte und sie untertauchte. Grund war ihre Mitgliedschaft in der Terrororganisation Rote Zora. In den folgenden acht Jahren lebte Kawaters unter falschen Identitäten in Frankreich und Spanien. Nach zweijähriger Verhandlung mit dem Bundeskriminalamt über die Teilnahme an einem Aussteigerprogramm stellte sie sich 1995 den deutschen Behörden. Wegen Mitgliedschaft in einer terroristischen Vereinigung verurteilte das Oberlandesgericht Stuttgart Kawaters am 19. Juni 1998 zu einer Bewährungsstrafe von eineinhalb Jahren. Sie habe wissen können, dass ein von ihr gekaufter Wecker als Zeitzünder bei einem Anschlag der Roten Zora habe eingesetzt werden können.
Nach der Rückkehr nach Deutschland lebte Kawaters unter anderem von der Teilnahme an Arbeitsbeschaffungsmaßnahmen, Arbeitslosenhilfe und einem Literaturstipendium des Landes Nordrhein-Westfalen, das sie beim Verfassen ihres dritten Romans Zora Zobel auf Abwegen unterstützte.
Das Lobbyregister des Deutschen Bundestags listet Kawaters seit Mai 2022 mit der Corinna Kawaters Kommunikationsberatung. Interessengebiete sind unter anderem Energie- und Industriepolitik, Auftraggeber sind EnBW Energie Baden-Württemberg und Evonik Industries Zudem leitet Kawaters die Kleiderkammer des Roten Kreuzes in Bochum.

## Werke/Schriften
- Zora Zobel findet die Leiche; Zweitausendeins, Frankfurt am Main 1984
- Zora Zobel zieht um; Focus, Gießen 1986; ISBN 978-3-88349-338-1
- Zora Zobel auf Abwegen; Espressom, Berlin 2001; ISBN 978-3-88520-919-5
- mit Kurt Holl: Ein Strich durchs Vergessen. Herausgegeben von Rom e.V., Köln 1997, DNB 1006083162